# 滑川恭子
滑川 恭子（なめかわ きょうこ、5月20日 - ）は、日本の女性声優。フリーランス。埼玉県出身。血液型はB型。

## 経歴
かつてはウイットプロモーション、アールグルッペ（ - 2018年4月30日）に所属していた後、フリーで活動していたが2021年5月1日よりLUCKUPに所属する事が発表された。

## 出演
太字はメインキャラクター。

### テレビアニメ
2006年
- HANOKA〜葉ノ香〜

2009年
- 君に届け（女子生徒B）
- 東京マグニチュード8.0（看護師）
- FAIRY TAIL（2009年 - 2016年、カエル使者、インコ、スー、カエル委員、カエル技師、チーコ 他）- 2シリーズ

2011年
- アスタロッテのおもちゃ!（生徒）

### インターネットTV番組
- えぶりでいホスト（2021年、ハジメ）
- ババア・イン・ザ・魔法少女（2021年、チヨ）
- オオカミ部下くんとヒツジ上司さん（2021年、未浪川）
- 後輩の召喚術師に困ってます。（2021年）
- 隣の席の子の秘密（2021年、村瀬夢子）
- ナメられたくないナメカワさん（2022年、滑川）

### OVA
- FAIRY TAIL 〜メモリーデイズ〜（2012年、ジェット〈少年時代〉）
- FAIRY TAIL×RAVE（2013年、ジュリア・ライン・ドラグーン）

### ゲーム
2006年
- グラナド・エスパダ

2007年
- アクエリアンエイジ オルタナティブ06（ルツィエ・フォン・フリッシュ 他）
- アクエリアンエイジ オルタナティブ07（エルム・ティムベル 他）

2011年
- コープスパーティー Book of Shadows（山瀬千早）
- FAIRY TAIL PORTABLE GUILD2（アバター女B）

2012年
- コープスパーティー -THE ANTHOLOGY- サチコの恋愛遊戯♥Hysteric Birthday 2U（山瀬千早）

2014年
- しんぐんデストロ〜イ!（御供シオン）

2018年
- ひぐらしのなく頃に奉（保土田かすみ）

2021年
- うみねこのなく頃に咲〜猫箱と夢想の交響曲〜（サク）

### 吹き替え
- 新エイリアン 最終繁殖（2016年、コートニー〈クレア・ニーダープルーム〉）
- EMMA/エマ デッド・オア・キル（2018年、エマ〈リーンディ・ランド〉）
- ディアボロ 世界一呪われた事件（2019年、エイプリル〈エニー・リード〉）
- RECCE レキ: 最強特殊部隊（2020年、ニコラ〈クリスティナ・フィッサー〉）

### ドラマCD
- D.C.III 〜ダ・カーポIII〜 ドラマCDコレクション（2012年）
  - vol.I feat.森園立夏（通行人OL）
  - vol.II feat.瑠川さら
  - vol.III feat.陽ノ下葵（店長）

### 舞台
- 進戯団夢命クラシックス×07th Expansion「雛見沢停留所〜ひぐらしのなく頃に原典〜」（2015年8月26日 - 30日、八幡山ワーサルシアター） - 保土田かすみ 役
- 進戯団 夢命クラシックス×07th Expansion「ROSE GUNS DAYS」シリーズ - 林原樹里 役
  - vol.2「-season1-」（2016年9月21日 - 25日、俳優座劇場）
  - vol.3「-season2-」（2017年12月6日 - 10日、ラゾーナ川崎プラザソル）
  - vol.4「-Season3-」（2018年3月7日 - 31日、シアターサンモール）
  - vol.5「-Last Season-」（2018年12月28日 - 31日、シアターサンモール）
- fragment edge「廃街の紙天使たちへ」(2017年9月2日 - 10日、TACCS1179）- ミレイユ・トリ 役
- 平熱43度-Relation-「アシュラ」（2020年3月18日 - 29日、八幡山ワーサルシアター）- 道チーム 虹村夏恵／月舘紗来 役（二役）
- メディアンプロ「忍びよる偲びの夜」（2020年7月16日 - 26日、新宿シアターブラッツ）- 藤本雅子 役
- LUCKUP「INDESINENCE Case:Cold Scarlet Rakeside」（2021年3月24日 - 28日、赤坂RED THEATER）- 下柘植茉祐 役
- 進戯団 夢命クラシックス×07th Expansion「うみねこのなく頃に〜Stage of the golden Witch〜」シリーズ - 右代宮楼座 役
  - vol.7「Episode1」（2022年3月31日 - 4月3日、CBGKシブゲキ!!）[4]
  - vol.8「Episode2」（2023年9月7日 - 10日、こくみん共済 coop ホール / スペース・ゼロ）[5]
  - vol.9「Episode3」（2024年2月22日 - 25日、こくみん共済 coop ホール / スペース・ゼロ）[6]
  - vol.10「Episode4」（2024年9月6日 - 9日、こくみん共済 coop ホール / スペース・ゼロ）[7]
  - vol.11「Episode5」（2025年2月20日 - 24日、こくみん共済 coop ホール/スペース・ゼロ）[8]
- 進戯団 夢命クラシックス #28 20周年記念公演「Since Memory Chronicles」（2024年12月12日 - 15日、シアターサンモール）[9]